# Popis dramskih pisaca
Ovo je popis dramskih pisaca koji su se bavili svim vrstama drame poredan po abecednom redu.
Popis nije potpun i slobodni ste dodati nekog dramskog pisca i njegova djela po pravilima.

## A
| Allen, Woody      | |
|                   | - Nemoj piti vodu: Komedija u 2 čina - Sviraj opet Sam - Bog: Komedija u jednom činu - Rabljena memorija                                        |
| Ariosto, Ludovico | |
|                   | - "Komedija o škrinji" - "Zamjenjivanja" - "Negromant" - "Lena" - "Studenti"                                                                    |
| Aristofan         | |
|                   | - Aharnjani - Vitezovi - Oblaci ' - Ose - Mir - Ptice - Lizistrata - Ženska skupština u Tezmoforiju - Žabe - Žene u narodnoj skupštini - Pluton |

## B
| Babelj, Isak Emanuilovič     | |
|                              | - "Zalazak sunca" - "Marija" |
| Balzac, Honoré de            | |
|                              | - Cromwell - Ressources de Quinola - Paméla Giraud - La Marâtre - Mercadet ou le Faiseur |
| Barrie, James Matthew        | |
|                              | - Ibesnov duh - Jane Annie - Ulica kvalitete - The Admirable Crichton |
| Beckett, Samuel              | |
|                              | - Eleutheria - U očekivanju Godota - Svi koji padaju - Djela bez riječi I. - Djela bez riječi II. - Kraj igre - Krappova zadnja snimka - Ugrubo za kazalište I. - Ugrubo za kazalište II. - Žeravica - Sretni dani - Ugrubo za radio I. - Ugrubo za radio II. - Riječi i glazba - Cascando - Drama - Film - Idi mi, dođi mi - Eh Joe - Dah - Ne ja - Onaj put - Zvuk koraka - Trio duhova - ...ali oblaci... - Komad monologa - Rockaby - Improvizacija Ohio - Quad - Katastrofa - Nacht und Träume - Što gdje |
| Begović, Milan               | |
|                              | - Bez trećeg - Božji čovjek - Pustolov pred vratima - Amerikanska jahta u splitskoj luci |
| Bjørnson, Bjørnstjerne       | |
|                              | - Sigurd Slembe - Marie Stuart Skotland - Bankrotirani - Iznad naših moći |
| Brecht, Bertolt              | |
|                              | - "Bal" - "Momak u stroju" - "Majka Courage i njezina djeca" - "Kavkaski krug kredom" - "Dobri čovjek iz Sečuana" - "Opera za tri groša" |
| Browning, Robert             | |
|                              | - Sordello - Dramatis Personae - Muškarici i žene - Prsten i knjiga - Princ Hohenstiel-Schwangau, spasitelj društva |
| Bulgakov, Mihail Afanasjevič | |
|                              | - Zojkin apartman - Let - Adam i Eva - Batumi - Ivan Vasiljevič - Puškin |

## C
| Calderón de la Barca, Pedro | |
|                             | - "Život je san" - "Kuća s dvama vratima" - "Moćni čarobnjak" - "Komedije"                                                                 |
| Camus, Albert               | |
|                             | - Kaligula - Opsadno stanje - Pravednici                                                                                                   |
| Christie, Agatha            | |
|                             | - Akhnaton - Mišolovka - Svjedok optužbe - Presuda - Pravilo trojice - Gudački trio - Neočekivani gost - Crna kava - Paukova mreža - Alibi |
| Corneille, Pierre           | |
|                             | - El Cid - Polyeucte |

## Č
| Čapek, Karel          |                                                      |
|                       | - R.U.R.                                             |
| Čehov, Anton Pavlovič |                                                      |
|                       | - Galeb - Višnjik - Ujak Vanja - Tri sestre - Ivanov |

## D
| D'Annunzio, Gabriele  |                                                                                              |
|                       | - Joriova kći - Mrtvi grad                                                                   |
| Daudet, Alphonse      |                                                                                              |
|                       | - Tartarinova trilogija - Arležanka                                                          |
| Držić, Marin          |                                                                                              |
|                       | - Pomet - Tirena - Novela od Stanca - Venera i Adon - Tirena - Dundo Maroje - Skup - Pjerina |
| Dumas, jr., Alexandre |                                                                                              |
|                       | - Atala - Prirodni sin                                                                       |
| Dumas, sr., Alexandre |                                                                                              |
|                       | - Antony - Kean                                                                              |

## E
| Echegaray y Eizaguirre, José |                                                                            |
|                              | - Svetac ili luđak ? - Mariana                                             |
| Eliot, Thomas Stearns        |                                                                            |
|                              | - Ubojstvo u katedrali - Obiteljski okup - Koktel party - Stariji državnik |
| Eshil                        |                                                                            |
|                              | - Okovani Prometej - Perzijanci - Sedmorica protiv Tebe                    |
| Euripid                      |                                                                            |
|                              | - Elektra - Ifigenija među Taurijcima - Medeja                             |

## F
| Fo, Dario |                                                                                                 |
|           | - Nećemo platiti! Nećemo platiti! - Slučajna smrt jednog anarhista - Arhanđeli ne igraju fliper |

## H
| García Lorca, Federico     | |
|                            | - Urok leptirice - Mariana Pineda - Čudnovata postolarka - Don Perlimpin ukazuje ljubav prema Belisi u svom vrtu - Oltarić Don Kristofora - Dona Rosita neudata ili govor cvijeća - Krvava svadba - Yerma - Dom Bernarde Albe - Kada prođe pet godina - Publika - Drama bez naslova |
| Gay, John                  | |
|                            | - Prosjakova opera |
| Goethe, Johann Wolfgang    | |
|                            | - Faust - Ifigenija među Taurijcima - Torquato Tasso - Egmont - Götz von Berlichingen |
| Gogolj, Nikolaj Vasiljevič | |
|                            | - Revizor |
| Goldoni, Carlo             | |
|                            | - "Gostioničarka Mirandolina" - "Grubijani" - "Kavana" - "Ribarske svađe" - "Poljana" |
| Gicić, Semir               | |
| ]                          | - "Šta se desilo drugu Milivoju" - "Deža vi" - "Imamo dojavu" - "Čekajući ministra" - "Pazi s kime spavaš" - "Prokletstvo" |

| Havel, Václav | |
|               | - Popodne s obitelji - Motormofoza - Vrtna zabava - Memorandum - Leptir na anteni - Anđeo čuvar - Urotnici - Planinski hotel - Publika - Greška - Largo desolato |
| Hugo, Victor  | |
|               | - Cromwell - Amy Robsart - Marion Delorme - Hernani - Kralj uživa - Lucrèce Borgia - Marie Tudor - Angelo - Ruy Blas - Torquemada                                |

## I
| Ibsen, Henrik   |                                                                      |
|                 | - Nora - Peer Gynt - Sablasti - Divlja patka - Stupovi društva       |
| Ionesco, Eugène |                                                                      |
|                 | - Ćelava pjevačica - Stolice - Nosorog - Kralj umire - Leteći pješak |

## J
| Jelinek, Elfriede |                           |
|                   | - Bolest ili moderne žene |
| Joyce, James      |                           |
|                   | - Izgnanstva              |

## K
| Kleist, Heinrich von | |
|                      | - Obitelj Schroffenstein - Amphitryon - Princ Friedrich von Homburg                                                                                  |
| Krleža, Miroslav     | |
|                      | - Kraljevo - Kristofor Kolumbo - Michelangelo Buonarroti - U logoru - Vučjak - Gospoda Glembajevi - U agoniji - Leda - Aretej - Deset krvavih godina |

## L
| Ludwig, Otto |                               |
|              | - Nasljedni šamar - Makabejci |

## M
| Marlowe, Christopher      | |
|                           | - Tamburlaine - Malteški Židov - Doktor Faustus - Pariški masakar |
| Maugham, William Somerset | |
|                           | - Istraživač - Smith - Istočno od Sueza - Konstantna supruga |
| Molière                   | |
|                           | - Ljubomorni muž - Kaćiperke - Ljubomorni princ - Škola za muževe - Škola za žene - Versailleska improvizacija - Primorano vjenčanje - Princeza od Elida - Tartuffe - Don Juan - Ljubav je lijek za sve - Mizantrop - Depresivni doktor - Mélicerte - Komična pastorala - Sicilijanac - Amfitrion - Zbunjeni muž - Škrtac - Monsieur de Pourceaugnac - Budući gentleman - Psiho - Scapinove spletke - Učene žene - Umišljeni bolesnik |

## N
| Nalješković, Nikola |                                                  |
|                     | - Sedam nenaslovljenih komedija                  |
| Nestroy, Johann     |                                                  |
|                     | - Zli duh Lumpazivagabundus ili lakoumni trolist |

## O
| O'Neil, Eugene | |
|                | - Car Jones - Dlakavi majmun - Anna Christie - Čudni interludij - Dinamo - Ah, divljina! - Pjesnikov dodir |

## P
| Palmotić, Junije  | |
|                   | - Captislava - Bisernica - Danica - Pavlimir |
| Pinter, Harold    | |
|                   | - Crni i bijeli - Posebna ponuda - Novi svjetski poredak - Konferencija za novinare |
| Pirandello, Luigi | |
|                   | - Gole maske - Šest lica traži autora |
| Plaut             | |
|                   | - Amfitrion - Ćup sa zlatom - Bakhide - Zarobljenici - Menehmi - Avet - Hvalisavi vojnik - Lažljivac - Konopac - Tri groša - Magarci - Kazina - Kovčežić - Žižak - Epidik - Trgovac - Perzijanac - Mali Kartažanin - Stiho - Prostak |

## R
| Racine, Jean |                                               |
|              | - Fedra - Britannicus - Bérénice - Aleksandar |

## S
| Saroyan, William     | |
|                      | - Doba tvog života - Zdravo vi tamo ! - Lijepi ljudi - Atentati |
| Sartre, Jean-Paul    | |
|                      | - Bez izlaza - Muhe - Vrag i dobri Bog - Poštivana prostitutka |
| Schiller, Friedrich  | |
|                      | - Razbojnici - Fiescova zavjera u Genovi - Spletka i ljubav - Don Carlos - Wallenstein - Djevica Orleanska - Maria Stuart - Turandot - Mesinska nevjesta - Wilhelm Tell - Demetrije |
| Seneka               | |
|                      | - Herkulova ludost - Trojanke - Feničanke - Herkul u Oeti |
| Shakespeare, William | |
|                      | - Romeo i Julija - Tit Andronik - Julije Cezar - Troilo i Kresida - Hamlet - Otelo - Kralj Lear - Macbeth - Antonije i Kleopatra - Koriolan - Timon Atenjanin - Uzaludni ljubavni trud - Dva plemića iz Verone - Komedija nesporazuma - San Ivanjske noći - Mletački trgovac - Ukroćena goropadnica - Mnogo vike ni za što - Vesele žene vindsorske - Na Tri kralja ili kako hoćete - Kako vam drago - Sve je dobro što se dobro svrši - Ravnom mjerom /Mjera za mjeru - Periklo - Cimbelin - Zimska priča - Oluja /Bura - Kralj Henrik VI. - Rikard III. - Rikard II. - Kralj Ivan - Henrik IV. - Henrik V. - Henrik VIII. |
| Shaw, George Bernard | |
|                      | - Pygmalion - Doktorova dilema - Major Barbara - Čovjek i superčovjek - Drugi otok Johna Bulla |
| Sofoklo              | |
|                      | - Kralje Edip - Antigona - Elektra |
| Süskind, Patrick     | |
|                      | - Dupli bas |

## T
| Terencije | |
|           | - Adelphoe (Braća) - Andria (Djevojka iz Androsa) - Eunuchus - Heauton Timorumenos (Samomučitelj) - Hecyra (Svekrva) - Phormio |

## V
| Vojnović, Ivo | |
|               | - Ekvinocijo - Dubrovačka trilogija - Allons enfants - Suton - Na taraci - Maškarate ispod kuplja - Psyche - Gospođa sa suncokretom - Smrt majke Jugovića - Lazarovo Vaskrsenje |

## W
| Walcott, Derek      | |
|                     | - Henri Christophe: Kronika u 7 scena - Harry Dernier: Drama za radio produkciju - Dauphinsko more: Drama u jednom činu - Ione - Ti-Jean i njegova braća - Malcochon: ili, šest na kiši - San na planini majmuna - Seviljski džoker - Pantomima - Željezo |
| Wilde, Oscar        | |
|                     | - Vera; ili, nihilisti - Grofica od Padue - Salomé - Fan ledi Windermere - Beznačajna žena - Idealni suprug - Važno je zvati se Ernest |
| Williams, Tennessee | |
|                     | - Dugi oproštaj - Stube do krova - Tramvaj zvan čežnja - Ljeto i dim - Camino Real - Pozdrav iz Berthe - Ljubavno pismo Lorda Byrona - Mačka na usijanom limenom krovu - Slatka ptica mladosti - Odjeća za ljetni hotel                                   |

## Y
| Yeats, William Butler |          |
|                       | - Mosada |